# Aljaksandr Papou
 Alexander Wladimirowitsch Popow (russisch Александр Владимирович Попов; belarussisch Аляксандр Папоў – Aljaksandr Papou; * 22. Februar 1965 in Tobolsk, Russische SFSR) ist ein russisch-sowjetischer Biathlet, der in der zweiten Hälfte der 1990er Jahre für Belarus startete.
Seine größten Erfolge gelangen ihm mit der Staffel und in Teambewerben: Bei den Olympischen Winterspielen 1988 in Calgary gewann er mit der sowjetischen Staffel die Goldmedaille. Vier Jahre später in Albertville holte er mit der Staffel des Vereinigten Teams nochmals Silber. Bei Weltmeisterschaften gewann er 1989 mit der UdSSR und 1997 mit Belarus die Teamwertung, 1987, 1989 und 1991 je die Silbermedaillen im Staffelbewerb mit der UdSSR, 1995 und 1996 mit der belarussischen Staffel jeweils Bronze. Seine einzige Einzelmedaille war ein zweiter Platz 1991 im Einzelwettbewerb.
Im Jahr 1998 beendete Popow seine Karriere, ab 1999 leitete er zeitweise das belarussische Biathlon-Nationalteam. Er erhielt die höchste sowjetische Sportauszeichnung als Verdienter Meister des Sports. Popow ist Absolvent der staatlichen sozialpädagogischen Akademie in Tobolsk (Тобольская государственная социально-педагогическая академия).